# Vectors Q
Els vectors Q s'utilitzen en la dinàmica atmosfèrica per entendre processos físics com el moviment vertical i la frontogènesi. Els vectors Q no són magnituds físiques que es poden mesurar a l'atmosfera sinó que es deriven de les equacions quasigeostròfiques i es poden utilitzar en situacions de diagnòstic anteriors. A les cartes meteorològiques, els vectors Q apunten cap amunt i allunyant-se del moviment descendent. Els vectors Q són una alternativa a l'equació omega per diagnosticar el moviment vertical en les equacions quasigeostròfiques.

## Derivació
Derivat per primera vegada el 1978, La derivació del vector Q es pot simplificar per a les latituds mitjanes, utilitzant les equacions de predicció quasi geostròfiques del pla β de latitud mitjana:
1. {\displaystyle {\frac {D_{g}u_{g}}{Dt}}-f_{0}v_{a}-\beta yv_{g}=0} (component x de l'equació del moment quasigeostròfic)
2. {\displaystyle {\frac {D_{g}v_{g}}{Dt}}+f_{0}u_{a}+\beta yu_{g}=0} (component y de l'equació del moment quasigeostròfic)
3. {\displaystyle {\frac {D_{g}T}{Dt}}-{\frac {\sigma p}{R}}\omega ={\frac {J}{c_{p}}}} (equació termodinàmica quasigeostròfica)

I les equacions del vent tèrmic:
{\displaystyle f_{0}{\frac {\partial u_{g}}{\partial p}}={\frac {R}{p}}{\frac {\partial T}{\partial y}}} (x component of thermal wind equation)
{\displaystyle f_{0}{\frac {\partial v_{g}}{\partial p}}=-{\frac {R}{p}}{\frac {\partial T}{\partial x}}} (y component of thermal wind equation)
on {\displaystyle f_{0}} és el paràmetre de Coriolis, 
aproximada per la constant 1e−4 s−1; {\displaystyle R} és la constant del gas ideal atmosfèric; {\displaystyle \beta } és el canvi de latitud en el paràmetre de Coriolis {\displaystyle \beta ={\frac {\partial f}{\partial y}}}; {\displaystyle \sigma } és un paràmetre d'estabilitat estàtica; {\displaystyle c_{p}} és la calor específica a pressió constant; {\displaystyle p} és pressió; {\displaystyle T} és la temperatura; qualsevol cosa amb un subíndex {\displaystyle g} indica geostròfic; qualsevol cosa amb un subíndex {\displaystyle a} indica ageostròfic; {\displaystyle J} és una velocitat d'escalfament diabàtica; i {\displaystyle \omega } és la velocitat de canvi de pressió lagrangià amb el temps. {\displaystyle \omega ={\frac {Dp}{Dt}}}. Tingueu en compte que com que la pressió disminueix amb l'alçada a l'atmosfera, un valor negatiu de {\displaystyle \omega } és un moviment vertical ascendent, anàleg a {\displaystyle +w={\frac {Dz}{Dt}}}.
A partir d'aquestes equacions podem obtenir expressions per al vector Q:
{\displaystyle Q_{i}=-{\frac {R}{\sigma p}}\left[{\frac {\partial u_{g}}{\partial x}}{\frac {\partial T}{\partial x}}+{\frac {\partial v_{g}}{\partial x}}{\frac {\partial T}{\partial y}}\right]}
{\displaystyle Q_{j}=-{\frac {R}{\sigma p}}\left[{\frac {\partial u_{g}}{\partial y}}{\frac {\partial T}{\partial x}}+{\frac {\partial v_{g}}{\partial y}}{\frac {\partial T}{\partial y}}\right]}
I en forma vectorial:
{\displaystyle Q_{i}=-{\frac {R}{\sigma p}}{\frac {\partial {\vec {V_{g}}}}{\partial x}}\cdot {\vec {\nabla }}T}
{\displaystyle Q_{j}=-{\frac {R}{\sigma p}}{\frac {\partial {\vec {V_{g}}}}{\partial y}}\cdot {\vec {\nabla }}T}
En connectar aquestes equacions del vector Q a l'equació omega quasigeostròfica dona:
{\displaystyle \left(\sigma {\overrightarrow {\nabla ^{2}}}+f_{\circ }^{2}{\frac {\partial ^{2}}{\partial p^{2}}}\right)\omega =-2{\vec {\nabla }}\cdot {\vec {Q}}+f_{\circ }\beta {\frac {\partial v_{g}}{\partial p}}-{\frac {\kappa }{p}}{\overrightarrow {\nabla ^{2}}}J}
Si les segones derivades s'aproximen com a signe negatiu, com és cert per a una funció sinusoïdal, l'anterior en un entorn adiabàtic es pot veure com una afirmació sobre el moviment ascendent:
{\displaystyle -\omega \propto -2{\vec {\nabla }}\cdot {\vec {Q}}}
L'ampliació del costat esquerre de l'equació omega quasi geostròfica en una sèrie de Fourier dona el {\displaystyle -\omega } anterior, el que implica que a {\displaystyle -\omega } es pot suposar una relació amb el costat dret de l'equació omega quasigeostròfica.
Aquesta expressió mostra que la divergència del vector Q ({\displaystyle {\vec {\nabla }}\cdot {\vec {Q}}}) s'associa amb el moviment descendent. Per tant, forces convergents {\displaystyle {\vec {Q}}} ascendeixen i les forces divergents {\displaystyle {\vec {Q}}} descendeixen. Els vectors Q i tot el flux ageostròfic existeix per preservar l'equilibri del vent tèrmic. Per tant, els vectors Q de baix nivell tendeixen a apuntar en la direcció dels vents ageostròfics de baix nivell.

## Aplicacions
Els vectors Q es poden determinar completament amb: l'altura geopotencial ({\displaystyle \Phi }) i temperatura en una superfície de pressió constant. Els vectors Q sempre apunten en la direcció de l'aire ascendent. Per a un cicló i un anticicló idealitzats a l'hemisferi nord (on {\displaystyle {\frac {\partial T}{\partial y}}<0}), Els ciclons tenen vectors Q que apunten paral·lels al vent tèrmic i els anticiclons tenen vectors Q que apunten antiparal·lels al vent tèrmic. Això significa moviment ascendent a l'àrea d'advecció d'aire càlid i moviment descendent a l'àrea d'advecció d'aire fred.
En la frontogènesi, els gradients de temperatura s'han d'ajustar per a la iniciació. Per a aquestes situacions, els vectors Q apunten cap a l'aire ascendent i els gradients tèrmics que augmenten. A les zones de vectors Q convergents, es crea vorticitat ciclònica, i a les zones divergents, es crea vorticitat anticiclònica.